# Philadelphia Media Network
Philadelphia Media Network LLC est un groupe de presse américain. 
Fondé en 2010, le groupe est une propriété de The Philadelphia Foundation, un organisme sans but lucratif de Philadelphie, aux États-Unis.
Il possède The Philadelphia Inquirer, le Philadelphia Daily News, et le portail web commun Philly.com.